# Don't Wanna Go Home
Don't Wanna Go Home è un singolo del cantante statunitense Jason Derulo, il primo estratto dal secondo album in studio Future History. Nel brano il cantante fa uso dell'Auto-Tune.

## La canzone
Scritto dallo stesso Jason Derulo, insieme a Chaz Mishan, David Delazyn, William Attaway, Irving Burgie, Allen George e Fred McFarlane, il brano è basato su un sample di Show Me Love della cantante Robin S. ed è stato prodotto dai Fliptones, Tim Roberts e Heather Jeanette. In merito alla canzone, Derulo si è così espresso: "In mezzo a tutto questo subbuglio nel mondo, ho voluto creare un pezzo che riuscisse a far dimenticare i problemi. Quindi rifugiatevi a casa, dimenticate la realtà e ascoltatelo". Il brano è stato promosso in Italia con un'esibizione dell'artista in una puntata di Quelli che... il calcio.

## Video musicale
Il videoclip è stato pubblicato su VEVO il 25 maggio 2011.

## Tracce
Download digitale
1. Don't Wanna Go Home – 3:25

Download digitale (Regno Unito)
1. Don't Wanna Go Home – 3:25
2. Don't Wanna Go Home (Club Junkies Club Mix)
3. Don't Wanna Go Home (Club Junkies Radio Mix)
4. Don't Wanna Go Home (7th Heaven Club Mix)
5. Don't Wanna Go Home (7th Heaven Radio Edit)

## Classifiche

### Classifiche settimanali
| Classifica (2011)   | Posizione massima |
| ------------------- | ----------------- |
| Australia           | 5                 |
| Australia (Urban)   | 2                 |
| Austria             | 8                 |
| Belgio (Fiandre)    | 39                |
| Belgio (Vallonia)   | 41                |
| Canada              | 8                 |
| Danimarca           | 12                |
| Francia             | 23                |
| Germania            | 11                |
| Irlanda             | 8                 |
| Italia              | 37                |
| Nuova Zelanda       | 17                |
| Paesi Bassi         | 28                |
| Regno Unito         | 1                 |
| Repubblica Ceca     | 43                |
| Slovacchia          | 13                |
| Spagna              | 18                |
| Stati Uniti         | 14                |
| Stati Uniti (Pop)   | 10                |
| Stati Uniti (Dance) | 5                 |
| Svezia              | 37                |
| Svizzera            | 18                |

### Classifiche di fine anno
| Classifica (2011) | Posizione |
| ----------------- | --------- |
| Stati Uniti       | 87        |